# Confederação da Indústria Portuguesa
A Confederação da Indústria Portuguesa (CIP) MHMAIC é uma confederação empresarial portuguesa com sede em Lisboa, fundada em maio de 1974. O presidente da Direção foi, desde 2002, o empresário Francisco van Zeller, entretanto substituído por António Saraiva, em 2010.
A CIP assume-se como defensora de um modelo de desenvolvimento assente na economia de mercado e na livre iniciativa, sendo um parceiro económico e social reconhecido pela influência, idoneidade e coerência das suas posições, tomadas com coragem e determinação nos momentos oportunos e através dos meios adequados.
Constitui missão estratégica da CIP contribuir para o crescimento da economia, a competitividade das empresas, a inovação, a melhoria da produtividade, a eficiência da justiça e do sistema fiscal, a qualidade do ensino e formação profissional, a contenção da despesa pública – a par da intervenção em outros temas tão relevantes como a energia, o ambiente ou a responsabilidade social das empresas.
Desígnios igualmente importantes como a modernização da Administração Pública, a adaptação das leis do trabalho a novas realidades económicas e sociais, a legislação sobre segurança social e a consolidação da malha associativa empresarial fazem também parte da orientação estratégica da CIP, visando melhorar as condições de funcionamento dos agentes económicos.
O papel desempenhado pela CIP foi sempre exercido com total independência em relação a quaisquer poderes e grupos de pressão.
A CIP participa, como parceiro social ou membro especializado, em quase uma centena de órgãos institucionais, comissões e grupos de trabalho nas áreas económica, financeira, fiscal, laboral, social, ambiente, energia, ensino e formação – influenciando deste modo a adopção de decisões relevantes para a economia e as empresas, num quadro de maior envolvimento dos agentes económicos na formação da regulamentação que lhes é aplicável.
A 9 de Junho de 1999 foi feita Membro-Honorário da Ordem Civil do Mérito Agrícola, Industrial e Comercial Classe Industrial.